# Luca Kerber
Luca Kerber (* 10. března 2002) je německý profesionální fotbalista, který hraje na pozici záložníka za klub 1. FC Heidenheim.

## Kariéra
Kerber hrál za mládežnický tým SSV Pachten, než se v roce 2016 připojil k akademii 1. FC Saarbrücken. Svůj profesionální debut za první tým Saarbrückenu si odbyl 9. ledna 2021 ve 3. Lize, kdy nastoupil v utkání na hřišti SV Meppen, které skončilo prohrou 1:0.
Dne 9. dubna 2024 podepsal Kerber tříletou smlouvu s bundesligovým klubem 1. FC Heidenheim, která začala platit v červenci 2024.

## Statistiky

### Klubové
Platí k zápasu hranému 17. května 2025.
| Klub              | Sezóna            | Liga              | Liga   | Liga | Národní pohár | Národní pohár | Kontinentální | Kontinentální | Ostatní | Ostatní | Celkově | Celkově |
| Klub              | Sezóna            | Soutěž            | Zápasy | Góly | Zápasy        | Góly          | Zápasy        | Góly          | Zápasy  | Góly    | Zápasy  | Góly    |
| ----------------- | ----------------- | ----------------- | ------ | ---- | ------------- | ------------- | ------------- | ------------- | ------- | ------- | ------- | ------- |
| 1. FC Saarbrücken | 2020/21           | 3. Liga           | 19     | 0    | 0             | 0             | —             | —             | —       | —       | 19      | 0       |
| 1. FC Saarbrücken | 2021/22           | 3. Liga           | 27     | 1    | 0             | 0             | —             | —             | —       | —       | 27      | 1       |
| 1. FC Saarbrücken | 2022/23           | 3. Liga           | 33     | 3    | 0             | 0             | —             | —             | —       | —       | 33      | 3       |
| 1. FC Saarbrücken | 2023/24           | 3. Liga           | 34     | 7    | 5             | 1             | —             | —             | —       | —       | 39      | 8       |
| 1. FC Saarbrücken | Celkově           | Celkově           | 113    | 11   | 5             | 1             | —             | —             | —       | —       | 118     | 12      |
| 1. FC Heidenheim  | 2024/25           | Bundesliga        | 23     | 2    | 2             | 0             | 8             | 0             | —       | —       | 33      | 2       |
| Celkově v kariéře | Celkově v kariéře | Celkově v kariéře | 136    | 13   | 7             | 1             | 8             | 0             | 0       | 0       | 151     | 14      |